# 악지

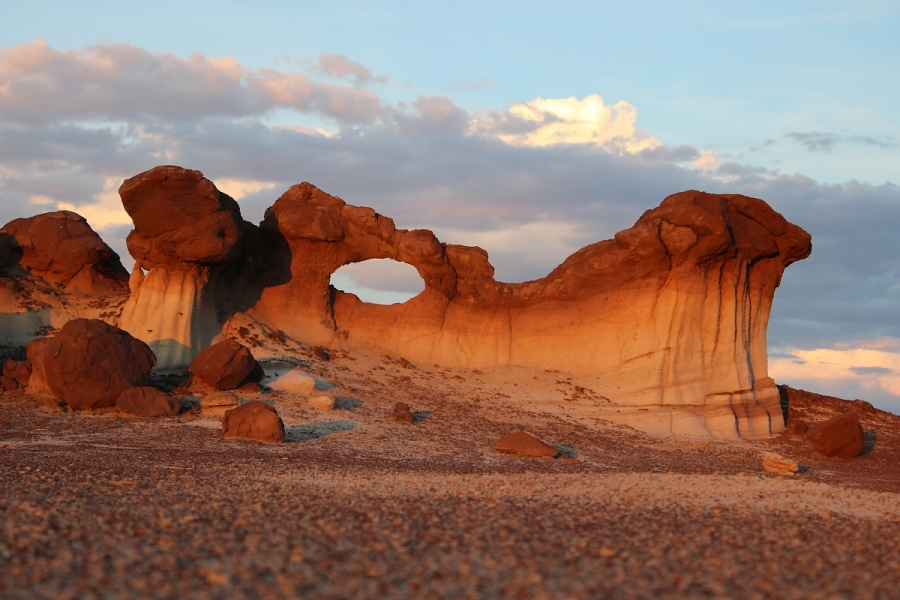

악지(惡地, badland) 지형은 일련의 약한 퇴적암이나 다져있지 않은 모래, 점토, 자갈 등 침식저항에 대해 심한 차가 있는 재료가 퇴적되어 있는 층에서 세류침식에 의하여 지표에 미세하게 균열이 생긴 지형이다.

## 같이 보기
- 친지 데 베마라하 자연보호구역